# Fannia dupla
Fannia dupla är en tvåvingeart som beskrevs av Nishida 1975. Fannia dupla ingår i släktet Fannia och familjen takdansflugor. Inga underarter finns listade i Catalogue of Life.